# Bitwa pod Dunbar (1296)
Bitwa pod Dunbar – starcie zbrojne, które miało miejsce 27 kwietnia 1296 r. między armią szkocką Johna Comyna a wojskami angielskimi pod wodzą Johna de Warrene, hrabiego Surrey.
Armia szkocka liczyła 40 000 wojowników, a angielska 12 000 doświadczonych w boju żołnierzy. Wojska szkockie przewyższały przeciwnika liczbą i lepszą pozycją do walki-ustawione były w szyku bitewnym na wzgórzach Lammermoor Hills, na północ od Dunbar, ale ich piętą achillesową było podzielone dowództwo i brak jedności. 
Aby zyskać przewagę, dowódca Anglików wysunął do przodu część swojej ciężkiej kawalerii, a pozostałe oddziały czyniły zamieszanie pozorujące przygotowania do odwrotu. Widząc to Szkoci opuścili swoje pozycje i przepuścili atak w dół stoku, pragnąc zapobiec ucieczce wroga. Wysunięte do przodu oddziały jazdy angielskiej wytrzymały atak szkockiej lekkiej kawalerii, a w tym czasie z obu skrzydeł angielskich wyszedł atak angielskiej piechoty wspartej walijskimi łucznikami. Po chwili do kontrnatarcia ruszyła ciężka jazda angielska rozbijając trzon armii szkockiej i biorąc do niewoli króla, 3 earlów i 130 najważniejszych rycerzy. Pozbawieni dowództwa Szkoci rzucili się do ucieczki, ścigani bezlitośnie przez jazdę angielską. Według źródeł angielskich straty Szkotów miały wynosić 10 000 zabitych.
Konsekwencją bitwy było podbicie Szkocji przez Anglików i abdykacja szkockiego króla Jana I Balliola.